# Rudolf Lenz (Schauspieler)
Rudolf Lenz (* 25. Mai 1920 in Graz; † 12. Juli 1987 in Inzell) war ein österreichischer Schauspieler, der in zahlreichen Heimatfilmen mitwirkte.

## Leben

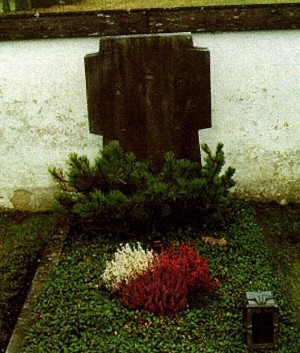
Grabstätte von Rudolf Lenz

Lenz war der Sohn des Ingenieurs Rudolf Lenz und dessen Ehefrau Antonia, geborene Weiser. Er studierte Maschinenbau und war von 1941 bis 1945 Schiffsingenieur bei der Kriegsmarine. Nach dem Zweiten Weltkrieg gelangte Lenz über seine Tante, die Schauspielpädagogin Lore Weiser, zum Theater. Er debütierte 1950 an den Städtischen Bühnen Graz und spielte anschließend am Stadttheater Klagenfurt. Von 1952 bis 1958 war er als jugendlicher Held und Liebhaber am Theater in der Josefstadt in Wien engagiert.
Nach einigen kleineren Rollen erhielt er seine erste Filmhauptrolle in dem österreichischen Heimatfilm Echo der Berge (1954), in Deutschland unter dem Titel Der Förster vom Silberwald herausgegeben, der ihn schlagartig zum Star machte. Lenz spielte danach noch in rund dreißig Filmen ähnlichen Zuschnitts – z. B. in Ganghofer-Verfilmungen – mit, die auf dem ursprünglichen Erfolg aufbauten. Regelmäßig verkörperte Rudolf Lenz in diesen Filmen den edlen, zurückhaltenden, naturverbundenen jungen Mann.
Als die Heimatfilmwelle im deutschsprachigen Raum abflaute, sank auch der Erfolgsstern von Rudolf Lenz. Er spielte noch in einigen Fassbinder-Filmen der 1970er Jahre Nebenrollen, z. B. in Fontane Effi Briest und Die Vertreibung aus dem Paradies. Seit 1980 betrieb er zusammen mit seiner Ex-Frau und deren Ehemann eine Naturheilpraxis in München. Lenz war zweimal geschieden und Vater einer Tochter.
1987 starb Lenz an einem Herzinfarkt. Sein Grab befindet sich auf dem Friedhof in Inzell.

## Filmografie
- 1949: Hexen
- 1951: Die Vier im Jeep
- 1951: Der schweigende Mund
- 1953: Der Feldherrnhügel
- 1954: Der erste Kuß
- 1954: Mädchenjahre einer Königin
- 1954: Der Förster vom Silberwald (Echo der Berge)
- 1955: Das Schweigen im Walde
- 1955: Die Sennerin von St. Kathrein
- 1956: …und wer küßt mich? (Ein Herz und eine Seele)
- 1956: Liebe, Schnee und Sonnenschein
- 1956: Försterliesel
- 1957: Der Jäger von Fall
- 1957: Der Wilderer vom Silberwald
- 1957: Der Edelweißkönig
- 1958: Heimatlos
- 1958: Mein Mädchen ist ein Postillion
- 1958: Einmal noch die Heimat seh’n
- 1958: Der Priester und das Mädchen
- 1959: Heimat – Deine Lieder
- 1960: Heimweh nach dir, mein grünes Tal (Mein Vaterhaus steht in den Bergen)
- 1961: Du holde Kunst (Fernsehfilm)
- 1962: Announcentheater (Fernsehfilm)
- 1964: Ein Engel namens Schmitt (Fernsehfilm)
- 1966: Siebzehn Jahr, blondes Haar
- 1966: Der Fall Bohr (Fernsehfilm)
- 1967: Das Attentat (Fernsehfilm)
- 1968: Der vielgeliebte Herr Brotonneau (Fernsehspiel)
- 1968: Reiterattacke (Fernsehfilm)
- 1971: Die Ahnfrau (Fernsehfilm)
- 1972: Adele Spitzeder (Fernsehfilm)
- 1973: Welt am Draht (Fernsehfilm)
- 1974: Martha (Fernsehfilm)
- 1974: Fontane Effi Briest
- 1974: Karl May
- 1975: Faustrecht der Freiheit
- 1975: Bitte keine Polizei (TV-Serie, Folge: Zwei falsche Gulden)
- 1976: Die Vertreibung aus dem Paradies
- 1979: Die Farbe des Himmels (Fernsehfilm)
- 1980: Lili Marleen
- 1983: Die wilden Fünfziger
- 1983: Kaiser Josef und die Bahnwärterstochter (Fernsehspiel)
- 1983: Steinbichler Geschichten (Fernsehfilm)
- 1983: Die Räuber am Glockenhof (Fernsehspiel)